# Systoechus badius
Systoechus badius är en tvåvingeart som beskrevs av Hesse 1938. Systoechus badius ingår i släktet Systoechus och familjen svävflugor. Inga underarter finns listade i Catalogue of Life.